# Петроградський район
Петроградський район - один з адміністративних районів Санкт-Петербурга. Розташований на островах у північній та північно-західній частині дельти річки Неви. Межує з Приморським, Виборзьким, Васильєостровським та Центральним районами. У назвах двох проспектів району (Великого і Малого проспектів) для відмінності їх від однойменних проспектів Василівського острова збереглася назва відповідного історичного району - Петроградська сторона (скорочено П. С.).

## Історія
Забудова теректорії району розпочалося у травні 1703 року, коли Петро I розпочав будівництво Петропавлівської фортеці на Заячому острові. Ще з часів Петра І він Городський острів (нині Петроградський острів) став торговим і адміністративним центром Петербурга. З часом острів був заселений майстровими та військовими і стає більш заселеним в XIX і на початку XX століть.
Як район був сформований у 1917 р., причому Приморський район було відокремлено у 1936 році. Його теперішні  межі незмінні з 1973 роком.

## Наука та освіта
Петроградський район має давню історію наукових і навчальних закладів, головним чином військових і медичних. Ще з  часів 2-го Кадетського корпусу веде історію Військово-космічна академія імені О. Ф. Можайського. У районі також розташовані Військово-топографічне училище, Нахімовське училище, Кадетський корпус ім. Петра Великого. Інженерно-технічні вузи(вищі учбові заклади) представляють Санкт-Петербурзький державний електротехнічний університет «ЛЕТІ» імені В. І. Ульянова (Леніна) і Санкт-Петербурзький національний дослідницький університет інформаційних технологій, механіки та оптики, до якого в 2012 р. приєднали що знаходиться в центрі міста Санкт-Петербурзький державний університет низькотемпературних і харчових технологій. Медична наукова думка представлена найбільшим за кількістю клінік та студентів цивільних медичних вузом Санкт-Петербурга - Спбгму (Санкт-Петербурзький державний медичний університет імені академіка І. П. Павлова), а також заснованим принцом А. П. Ольденбурзький ВІЕМ (Інститут експериментальної медицини, де проводилися знамениті досліди І. П. Павловим, що принесли йому Нобелівську премію; відокремленим від ВІЕМ Інститутом мозку людини ім. Н. П. Бехтерева РАН; НДІ дитячих інфекцій ФМБА Росії, ФГБУ НДІ грипу Мінздоровсоцрозвитку Росії, Санкт-Петербурзької державної хіміко-фармацевтичної академією.

## Культура та спорт
У районі працює 51 заклад культури, в тому числі: Санкт-Петербурзький Мюзік-Холл, ДК ім. Ленсовета, Театр" Балтійський дім", Ленінградський Палац молоді, Санкт-Петербурзький планетарій, Військово-історичний музей артилерії, інженерних військ та військ зв'язку, музей Політичної історії, Музей історії міста (Петропавлівська фортеця), Ленінградський зоопарк.
У Петроградському районі розташовано декілька православних храмів і мусульманська мечеть.
На Петроградській стороні працює 401 спортивний об'єкт, у тому числі 7 стадіонів: Петровський, Ювілейний, СКА та інші; 8 плавальних басейнів, 2 палацу спорту, 124 спортивних зали, 14 критих тенісних кортів, 140 спортивних майданчиків, 11 стрілецьких тирів, 2 яхт- клубу, 6 гребних клубів, 2 кінних центру.

## Реконструкція комунікацій
За роки радянської влади старий житловий фонд Петроградського району практично не ремонтувався і сильно занепав, комунікації зносилися. У 2003 році новопризначеному голові району Олексію Семеновичу Делюкін, до цього працював Головою Комітету з енергетики Уряду Санкт-Петербурга, було поставлено завдання з реконструкції комунікацій та реновації житлового фонду. Партнером проекту став «Газпром» і в 2008 році він був завершений. Замість сто перший застарілої котельні побудовано 91 нова автоматизована. Пройшла повна реконструкція 226,3 кілометрів теплових мереж, повністю відремонтовано системи центрального опалення в 955 будинках району.

## Статистичні дані
Чисельність жителів району на 14.10.2010 р. становила 130 455 осіб [1], в тому числі працездатне населення 63%, пенсійного віку 24%, дітей і підлітків - 13%. У районі зареєстровано близько 28000 платників податків, в тому числі: підприємців без утворення юридичної особи - більше 2000, малих підприємств - близько 15 000.